# سیلور دالر خالدار
سیلوردالر خالدار با نام علمی Metynnis lippincottianus ، گونه ای از دندانه‌شکمان بومی رود آمازون برزیل و رودخانه های متعددی در کشور گویان فرانسه است. طول متوسط این گونه میتواند تا 13 سانتی متر نیز برسد.
این ماهی به افتخار جیمز اس. لیپینکات (1819-1885)، که در زمینه های هواشناسی، کشاورزی و مطالعات دیگر مشارکت داشت، نامگذاری شده است. 